# Qualificazioni alla Coppa COSAFA 2002
Sono elencate di seguito le date e i risultati per le qualificazioni alla Coppa COSAFA 2002.

## Formula
13 membri COSAFA: Angola (come detentore del titolo), Zimbabwe (come finalista dell'edizione precedente), Zambia e Malawi (come semifinalisti dell'edizione precedente) sono qualificati direttamente alla fase finale, Seychelles è escluso dal torneo. Rimangono 8 squadre per 4 posti disponibili per la fase finale: le qualificazioni si compongono di un turno unico.
- Playoff - 8 squadre, giocano partite di sola andata. Le vincenti si qualificano alla fase finale.

## Playoff
| Arbitro: | Masondo |

|                                   |           |                                                                |
| Razafindrakoto 14’ (aut.) Bax 78’ | Marcatori | 17’ Rabdriamarozaka 44’ Razafindrakoto 58’ Randrianasoloniaina |

Madagascar qualificato alla fase finale.
| Arbitro: | Shikapande |

|                                            |                      |                                   |
| Thobega Selolwane Molwantwa Mothuba Pikati | Tiri di rigore 4 – 5 | Nzamba Maluleke Pule August Booth |

Sudafrica qualificato alla fase finale.
| Arbitro: | Nchengwa |

|  |           |                      |
|  | Marcatori | 10’ Mavó 24’ Jossias |

Mozambico qualificato alla fase finale.
| Arbitro: | Laforte |

|                           |           |             |
| M. Dlamini 20’ (rig.) 65’ | Marcatori | 36’ Van Wyk |

Swaziland qualificato alla fase finale.